# Ceferino Yanguas
Ceferino Yanguas Alfaro (Fitero, 1889-Vitoria, 1970) fue un fotógrafo español que desarrolló todo su trabajo en Vitoria, ciudad en la cual tuvo un estudio durante prácticamente tres décadas, de 1920 a 1949.
También trabajó como reportero en diarios como el Pensamiento Alavés y El Correo.
Gran parte de su legado fotográfico se encuentra hoy en día en el Archivo Municipal de la ciudad de Vitoria, en forma de decenas de miles de copias y negativos.

## Libros sobre su obra
- Vitoria: imagen de una ciudad en calma. Una interpretación de las fotografías de Ceferino Yanguas como expresión (1920-1949). Ainara Miguel Sáez de Urabain (2007)[2]